# Pietro Roselli
Pietro Roselli  (né à Rome en 1798, mort à Ancône en 1885) est un militaire italien

## Biographie
Pietro Roselli est nommé lieutenant du génie près l'académie militaire. À la tête d'un bataillon de volontaire, il prend part, d'abord comme capitaine, à la première guerre d'indépendance italienne en Vénétie.
Par la suite, il est nommé colonel et en avril 1849, avec 10 compagnies, il s'occupe de problèmes de brigandage dans les Marches.
Le 13 mai 1849, il est rappelé à Rome et, bien qu'il ait une bonne culture militaire théorique mais peu d'expérience du feu, il est nommé général de division, commandant en chef de l'armée de la République romaine avec le soutien de Giuseppe Mazzini. Le choix se porte sur Roselli au détriment de Giuseppe Garibaldi car il est romain et ancien militaire de l'armée pontificale. Les deux hommes sont rapidement en désaccord sur la stratégie à employer.
Après l'entrée des Français dans Rome, il s'exile à Gênes.
En 1859, il prend le commandement d'une division de volontaires et, en 1860, il entre dans l'armée du royaume de Sardaigne avec le grade de lieutenant général. Avec l'armée italienne, il participe à la conquête d’Ancône et il prend le commandement de la place avant de prendre sa retraite.
Pietro Roselli meurt à Ancône en 1885 où il est enterré, selon sa volonté.
En 1886, la ville de Rome décide d'honorer sa mémoire et fait construire, au cimetière du Verano, un monument funéraire qui est conçu par Ignazio Roselli Lorenzini, neveu du général. En 1896, une sculpture est réalisée par Adalberto Cencetti (1847 - 1907).